# La Mothe-Saint-Héray
La Mothe-Saint-Héray és un municipi francès situat al departament de Deux-Sèvres i a la regió de la Nova Aquitània. L'any 2007 tenia 1.815 habitants.

## Demografia

### Població
El 2007 la població de fet de La Mothe-Saint-Héray era de 1.815 persones. Hi havia 695 famílies de les quals 195 eren unipersonals (85 homes vivint sols i 110 dones vivint soles), 223 parelles sense fills, 220 parelles amb fills i 57 famílies monoparentals amb fills.
La població ha evolucionat segons el següent gràfic:
Habitants censats

### Habitatges
El 2007 hi havia 834 habitatges, 709 eren l'habitatge principal de la família, 57 eren segones residències i 68 estaven desocupats. 755 eren cases i 75 eren apartaments. Dels 709 habitatges principals, 468 estaven ocupats pels seus propietaris, 223 estaven llogats i ocupats pels llogaters i 17 estaven cedits a títol gratuït; 4 tenien una cambra, 37 en tenien dues, 101 en tenien tres, 199 en tenien quatre i 368 en tenien cinc o més. 493 habitatges disposaven pel capbaix d'una plaça de pàrquing. A 350 habitatges hi havia un automòbil i a 255 n'hi havia dos o més.

### Piràmide de població
La piràmide de població per edats i sexe el 2009 era:
| Homes | Edats   | Dones |
| ----- | ------- | ----- |
| 4     | 95 o +  | 20    |
| 4     | 90 a 94 | 60    |
| 20    | 85 a 89 | 40    |
| 24    | 80 a 84 | 12    |
| 44    | 75 a 79 | 48    |
| 48    | 70 a 74 | 76    |
| 44    | 65 a 69 | 64    |
| 52    | 60 a 64 | 52    |
| 40    | 55 a 59 | 28    |
| 48    | 50 a 54 | 44    |
| 44    | 45 a 49 | 44    |
| 60    | 40 a 44 | 64    |
| 64    | 35 a 39 | 64    |
| 56    | 30 a 34 | 64    |
| 44    | 25 a 29 | 60    |
| 16    | 20 a 24 | 32    |
| 68    | 15 a 19 | 24    |
| 60    | 10 a 14 | 40    |
| 40    | 5 a 9   | 64    |
| 84    | 0 a 4   | 28    |

## Economia
El 2007 la població en edat de treballar era de 1.014 persones, 750 eren actives i 264 eren inactives. De les 750 persones actives 648 estaven ocupades (355 homes i 293 dones) i 102 estaven aturades (51 homes i 51 dones). De les 264 persones inactives 85 estaven jubilades, 85 estaven estudiant i 94 estaven classificades com a «altres inactius».

### Ingressos
El 2009 a La Mothe-Saint-Héray hi havia 733 unitats fiscals que integraven 1.712 persones, la mediana anual d'ingressos fiscals per persona era de 15.667 €.

### Activitats econòmiques
Dels 103 establiments que hi havia el 2007, 2 eren d'empreses extractives, 5 d'empreses alimentàries, 1 d'una empresa de fabricació de material elèctric, 5 d'empreses de fabricació d'altres productes industrials, 11 d'empreses de construcció, 24 d'empreses de comerç i reparació d'automòbils, 4 d'empreses de transport, 6 d'empreses d'hostatgeria i restauració, 1 d'una empresa d'informació i comunicació, 5 d'empreses financeres, 5 d'empreses immobiliàries, 9 d'empreses de serveis, 17 d'entitats de l'administració pública i 8 d'empreses classificades com a «altres activitats de serveis».
Dels 34 establiments de servei als particulars que hi havia el 2009, 1 era una oficina d'administració d'Hisenda pública, 1 gendarmeria, 1 oficina de correu, 3 oficines bancàries, 1 funerària, 5 tallers de reparació d'automòbils i de material agrícola, 1 autoescola, 6 paletes, 1 guixaire pintor, 2 fusteries, 1 lampisteria, 1 electricista, 4 perruqueries, 1 veterinari, 2 restaurants, 2 agències immobiliàries i 1 saló de bellesa.
Dels 13 establiments comercials que hi havia el 2009, 1 era un supermercat, 2 botiges de menys de 120 m², 2 fleques, 2 carnisseries, 1 una llibreria, 1 una botiga d'electrodomèstics, 1 un drogueria, 1 una joieria i 2 floristeries.
L'any 2000 a La Mothe-Saint-Héray hi havia 13 explotacions agrícoles que ocupaven un total de 776 hectàrees.

## Equipaments sanitaris i escolars
El 2009 hi havia 2 farmàcies i 1 ambulància.
El 2009 hi havia 1 escola maternal i 2 escoles elementals. La Mothe-Saint-Héray disposava d'un col·legi d'educació secundària amb 154 alumnes.

## Poblacions més properes
El següent diagrama mostra les poblacions més properes.